# Nicholas Nahas

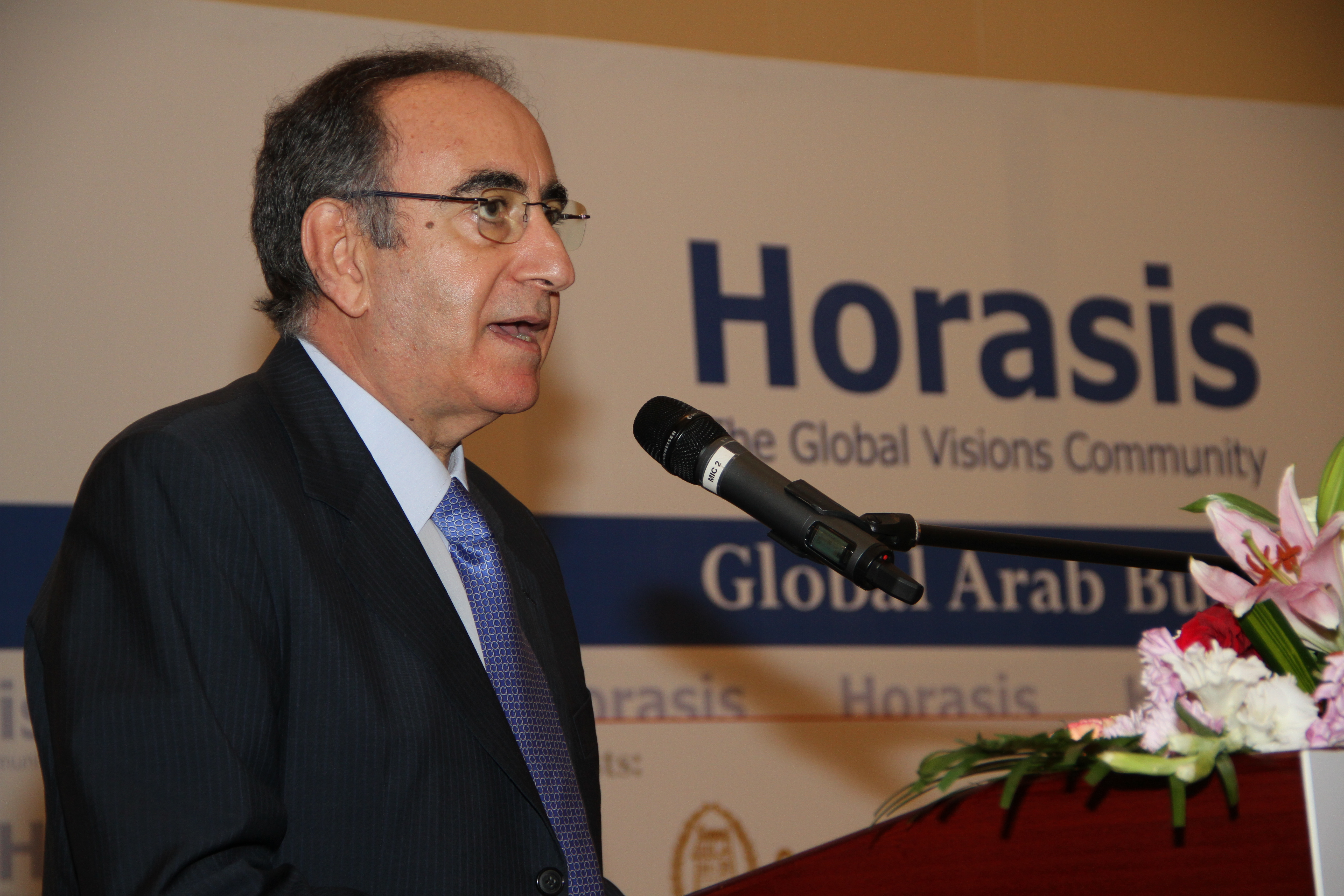
Nicolas Nahas, Aufnahme von 2011

Nicholas Nahas (* 28. November 1946 in Tripoli) ist ein libanesischer Geschäftsmann und Politiker und seit dem 13. Juni 2011 der Wirtschaftsminister des Libanon.

## Frühes Leben
Nahas wurde im Stadtteil at-Tall von Tripoli in einer Familie griechisch-orthodoxer Christen geboren. Er studierte an der Université Saint-Joseph in Beirut und schloss das Studium des Bauingenieurwesens 1972 ab. 1992 absolvierte er das International Senior Managers Program an der Harvard Business School.

## Politische Karriere
Der damalige Premierminister Nadschib Miqati berief Nahas 2005 zum Chefberater in wirtschaftlichen Belangen. Nahas wurde am 13. Juni 2011 in der wiederum von Miqati geführten libanesischen Regierung vom Juni 2011 zum Wirtschaftsminister ernannt. Er ist einer der Minister, die nicht von der Hisbollah bestimmt wurden.

## Familie
Nahas ist verheiratet mit Antoinette, geborene Haidar, und das Ehepaar hat drei Kinder.